# Żydowska Szkoła Średnia w Rydze im. Szymona Dubnowa
Żydowska Szkoła Średnia im. Szymona Dubnowa w Rydze (łot. Šimona Dubnova Rīgas Ebreju vidusskola) – żydowska szkoła średnia w Rydze na Łotwie, działająca w systemie bilingwalnym, najstarsza szkoła mniejszościowa w odrodzonej Łotwie.

## Historia i współczesność
Idea odrodzenia szkoły żydowskiej w Rydze powstała w 1988 roku. W tym roku zorganizowano grupę inicjatywną na rzecz wskrzeszenia życia żydowskiego w Łotwie. Powstała wówczas organizacja Łotewskie Towarzystwo Kultury Żydowskiej (Latvijas Ebreju kultūrās biedrības, LEKB). Na czele centrum oświaty LEKB stanął Hone Bregmanis, urodzony w Jełgawie nauczyciel w czasach radzieckich, absolwent Uniwersytetu Łotewskiego. Został on pierwszym dyrektorem szkoły, która otworzyła swoje podwoje 1 września 1989 roku. Była to pierwsza na terenie Związku Radzieckiego szkoła żydowska, zarazem pierwsza szkoła mniejszościowa na terenie Łotewskiej SRR. Jej patronem został żydowski historyk, który zginął w ryskim getcie, Szymon Dubnow.
Od 2010 roku szkoła działa przy ulicy Miera. Obecnie jej dyrektorką jest Karīna Brikmane, łotewska nauczycielka o korzeniach żydowskich. W szkole odbywają się zajęcia z języka hebrajskiego i języka jidysz, prowadzone m.in. przez nauczycieli z Izraela.
W 2019 roku szkoła obchodziła uroczyście swoje trzydziestolecie. Podczas pandemii koronawirusa szkoła im. Szymona Dubnowa była pierwszą w Rydze placówką oświatową, w której 100% nauczycieli otrzymało certyfikaty covidowe.